# Egils Levits
Egils Levits, né le 30 juin 1955 à Riga, est un juriste et homme politique letton, président de la république du 8 juillet 2019 au 8 juillet 2023.

## Biographie
Egils Levits est vice-Premier ministre et ministre de la Justice entre le 3 mars 1993 et le 15 septembre 1994, dans les gouvernements d'Ivars Godmanis et Valdis Birkavs.
En juin 1995, il est élu par la Saeima, parlement monocaméral de la Lettonie, membre de la Cour européenne des droits de l'homme, pour un mandat s'achevant le 20 janvier 2004.
En 2004, il devient juge à la Cour de justice de l'Union européenne.
Le 29 mai 2019, il est élu président de la république de Lettonie par le parlement, la Saeima, en obtenant 61 voix sur 100.
Il n'est pas candidat à sa réélection. Edgars Rinkēvičs est élu président et lui succède en juillet 2023.